# Filippo della Santissima Trinità

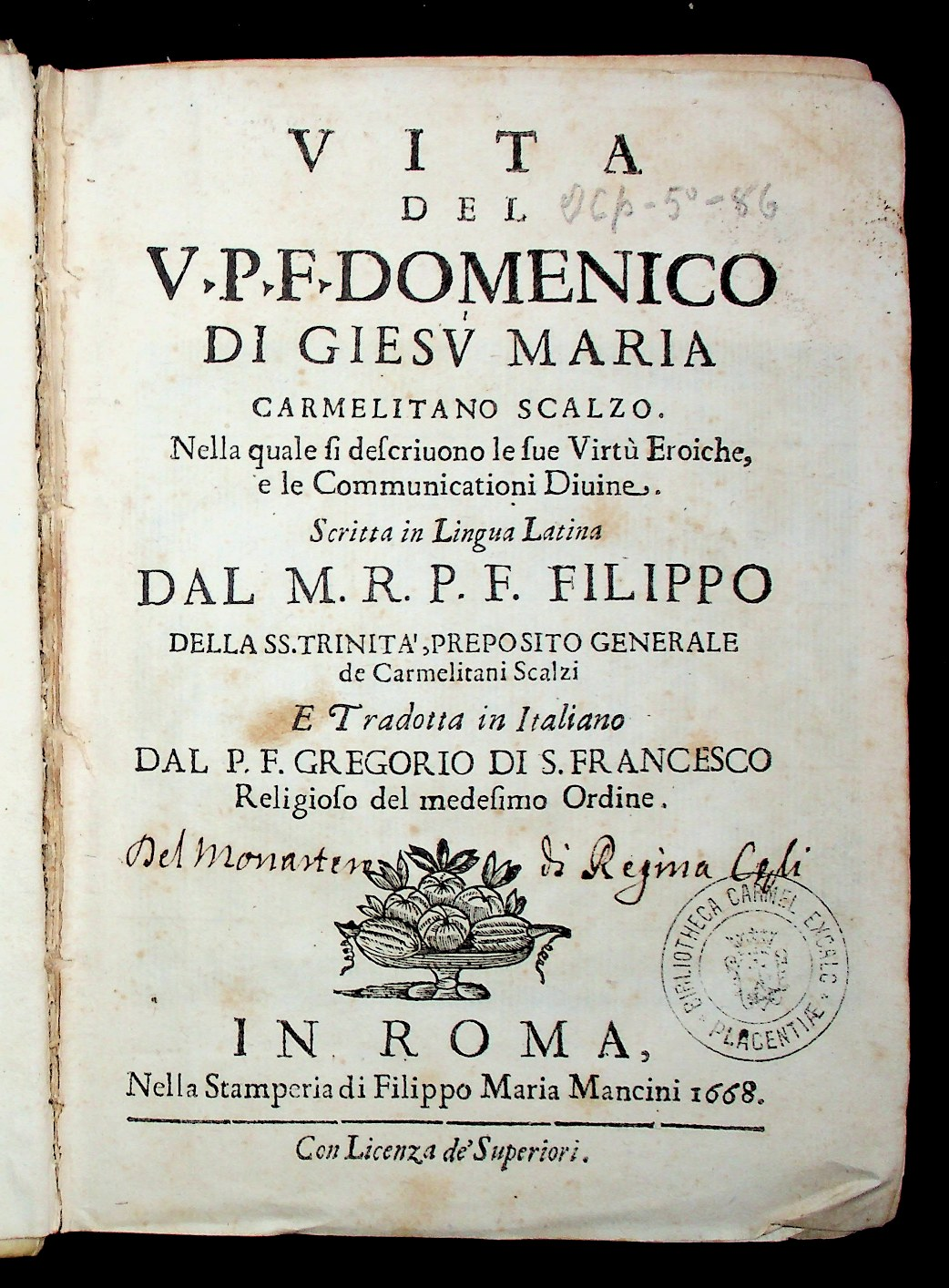
Vita del V.P.F. Domenico di Giesù Maria, 1668

Filippo della Santissima Trinità, latinizzato come Philippus de Sancta Trinitate, al secolo Esprit Julien (Malaucène, 19 luglio 1603 – Napoli, 28 febbraio 1671), è stato un teologo e presbitero francese appartenente all'Ordine dei carmelitani scalzi; fu anche missionario e priore di molti conventi, fino a ricoprire la carica di Generale dell'Ordine.

## Biografia

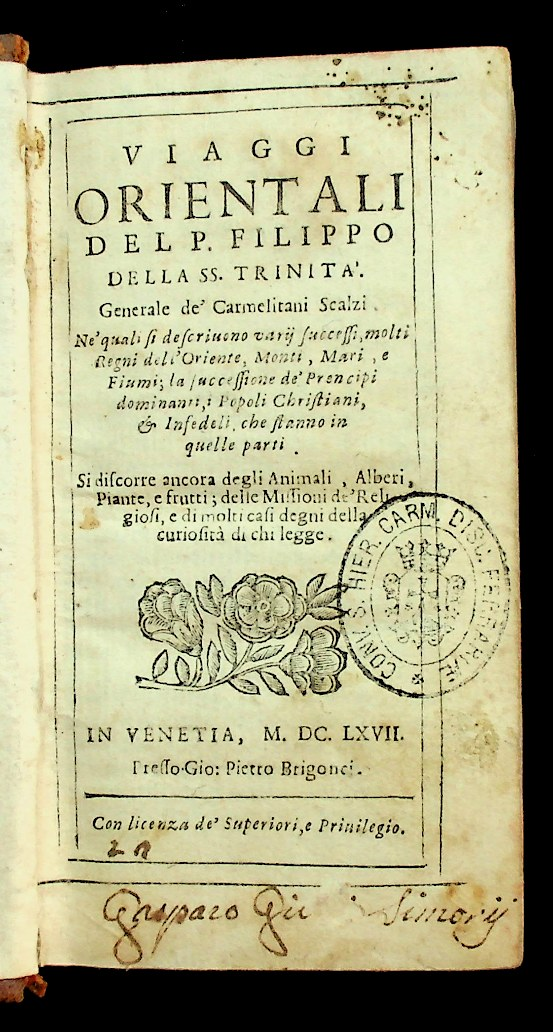
Viaggi orientali, 1667

Nato a Malaucène nel Comtat Venaissin a soli 17 anni entra nell'Ordine dei carmelitani scalzi nella città di Lione dove riceve il nome di Filippo della Santissima Trinità.
Per motivi di studio si trasferirà a Parigi e a Roma e in questo periodo approfondisce le sue conoscenze in teologia e filosofia.
Nel 1629 viene inviato, per volontà del cardinale Barberini, in Oriente: prima in Terra Santa e poi in Persia presso la città di Ispahan, dove era presente una missione. Infine si recherà a Bassora dove apprenderà il persiano e l'arabo.
Partirà per raggiungere le Indie; giunto a Goa insegnerà teologia e conoscerà Pierre Berthelot. Qui verrà eletto priore del convento carmelitano.
Dopo un breve periodo in cui dovette fare ritorno a Roma, nel 1639 torna in Oriente dove viaggerà per i territori della Siria, della Mesopotamia, in Caldea, in Armenia e in alcuni territori della Media. Visiterà la Montagna del Carmelo e soggiorna al monastero di sant'Elia sul Monte Libano.
Tornato in Occidente, governa diversi conventi del suo ordine fino a quando viene eletto generale dell'Ordine il 25 aprile del 1655 a Roma.
Morirà a Napoli il 28 febbraio del 1671 .

## Opere

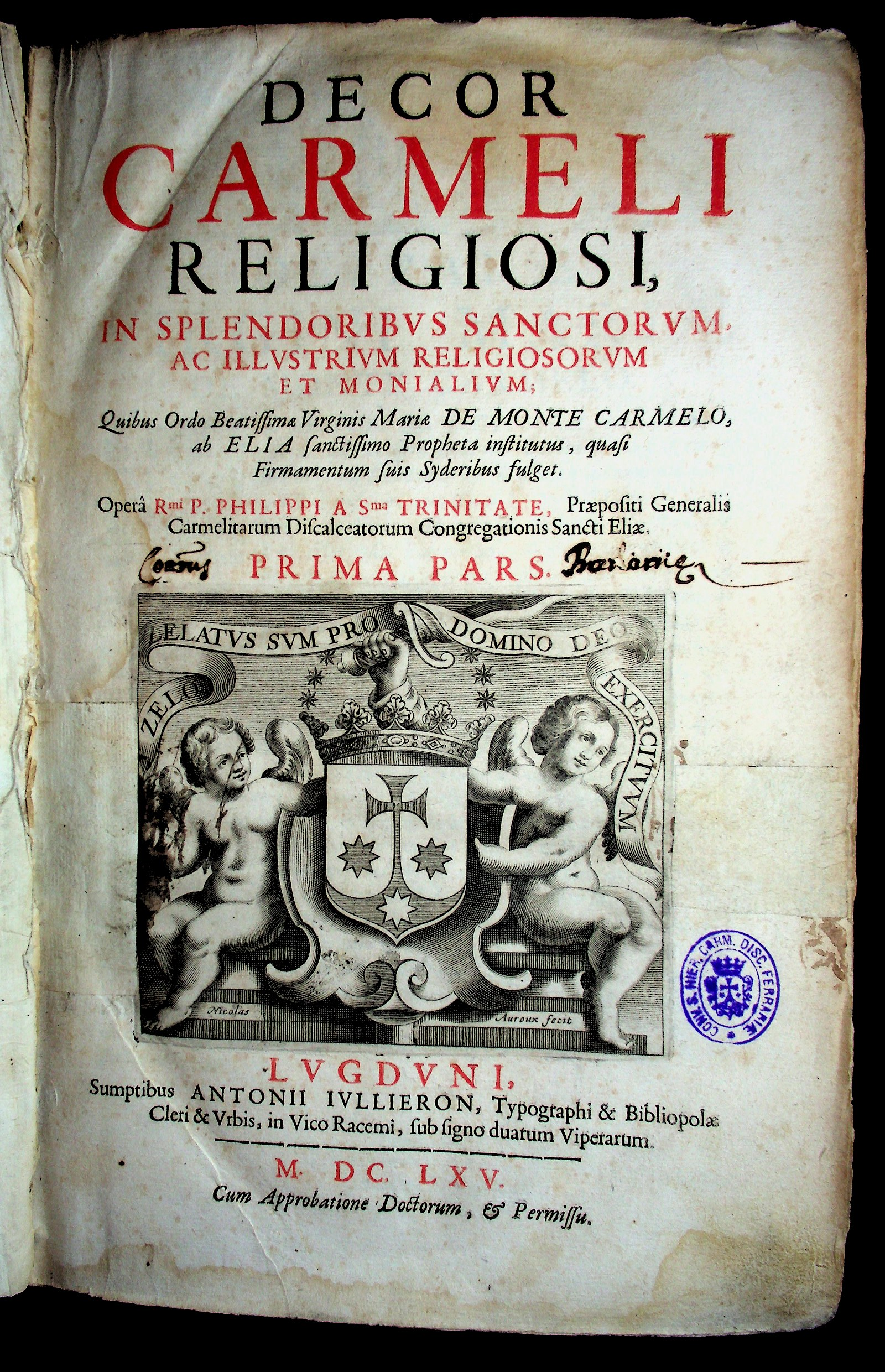
Decor Carmeli religiosi, 1665

- Summa philosophica ex mira principis philosophorum Aristotelis, et doctori angelici D. Thomae doctrina, Lyon, 1648.
- Itinerarium orientale. Varij Successus Itineris, plures Orientis Regiones, earum Montes, Maria et Flumina, Series Principum, qui in eis dominati funt, Incolaetam Christiani, quàm Infideles Populi. Animalia, Arbores, Planta et Fructus; Religiosorum in Oriente Missiones, ac varÿ celebres eventus describuntur, Lyon, 1649.
  - Viaggi orientali del p. Filippo della SS. Trinità. Generale de' Carmelitani scalzi, Venezia, Giovanni Pietro Brigonci, 1667.
  - Viaggi orientali del p. Filippo della SS. Trinità. Generale de' Carmelitani scalzi, Venezia, Antonio Tivani, 1683.
- Summa theologiae thomisticae seu disp. in omnes partes summae, Lyon, 1653.
- Historia carmelitani ordinis. Ab Elia sanctissimo propheta instituti, Lyon, 1656.
- Summa theologiae mysticae in qua demonstratur via montis perfectionis, et in tres partes apte diuisa secute et soeliciter decurritur: manifestatis opportune, quae passim occurrere solent, periculis, Lyon, 1656.
- Historia V.P. Dominici a Jesu Maria discalceatorum ordinis beatissimae virginis Mariae de Monte Carmelo: congregationis S. Eliae Praepositi Generalis, Lyon, 1659.
- Decor Carmeli religiosi, in splendoribus sanctorum ac illustrium religiosorum et monialium, Lyon, 1665.
- Theologia Carmelitana, sive Apologia scholastica Religionis Carmelitanae Pro tuenda suae nobilitatis antiquitate, Roma, 1665.